# Ферровиария (футбольный клуб, Араракуара)
«Спортивная ассоциация Ферровиария» (порт.-браз. Associação Ferroviária de Esportes; «Ассоциация железнодорожного спорта») или просто «Ферровиария» — бразильский футбольный клуб из города Араракуара, штат Сан-Паулу.

## История
Ферровиария была основана 12 апреля 1950 года группой сотрудников Железной дороги Араракуары (порт.-браз. Estrada de Ferro Araraquara; EFA), при поддержке самой организации. В тот период железнодорожный транспорт Бразилии был на подъеме, что привело к высоким доходам организаций, поддерживающим и эксплуатирующим железнодорожную инфраструктуру страны. Эти доходы тратились на разнообразные непрофильные активности, в том числе и спорт, и прежде всего футбол. Главный «отцом» клуба назывался Антонио Таваресом Перейра Лима, руководитель EFA, который очень любил футбол. 22 августа было проведено собрание, где выбирались цвета команды. Участниками стали 50 человек. Цвета были предложены тёмно-бордовыми и белыми, взятыми у существовавшего уже клуба «Жувентус». В результате всё же был выбран бордовый цвет, предложенный одним из участников собрания Силвио Барини.
28 марта 1951 года «Ферровиария» присоединилась к Федерации Футбола штата Сан-Паулу, став выступать в серии В чемпионата штата. 13 мая клуб провёл первый официальный матч против «Можианы», выиграв со счётом 3:1. Первый гол в истории клуба забил Фординьо. В 1956 году команды выиграла в финале второго дивизиона у «Ботафого» из Рибейран-Прету и впервые вышла в высший дивизион яемпионата штата. 24 августа 1960 года состоялся первый матч клуба при включённом искусственном освещении на домашней игре «Ферровиарии». В 1966 году клуб во второй раз выиграл второй дивизион чемпионата штата. В 1971 году EFA была куплена Железной дорогой Паулисты (порт.-браз. Ferrovia Paulista S/A; FEPASA), в результате чего клуб также перешёл в собственность к этой организации.
В середине 1990-х клуб оказался в глубоком финансовом кризисе. В 1996 году «Ферровиария» вылетела в серию А2 чемпионата штата, а также отказалась от участия во втором дивизионе национального чемпионата. В начале 2000-х клуб уже играл в четвёртом дивизионе чемпионата штата. Затем пошёл подъём, и в 2016 году «Ферровиария» вышла в высший дивизион чемпионата штата. В ноябре 2019 года клуб был приобретён компанией MS Sports.